# Bügellohe

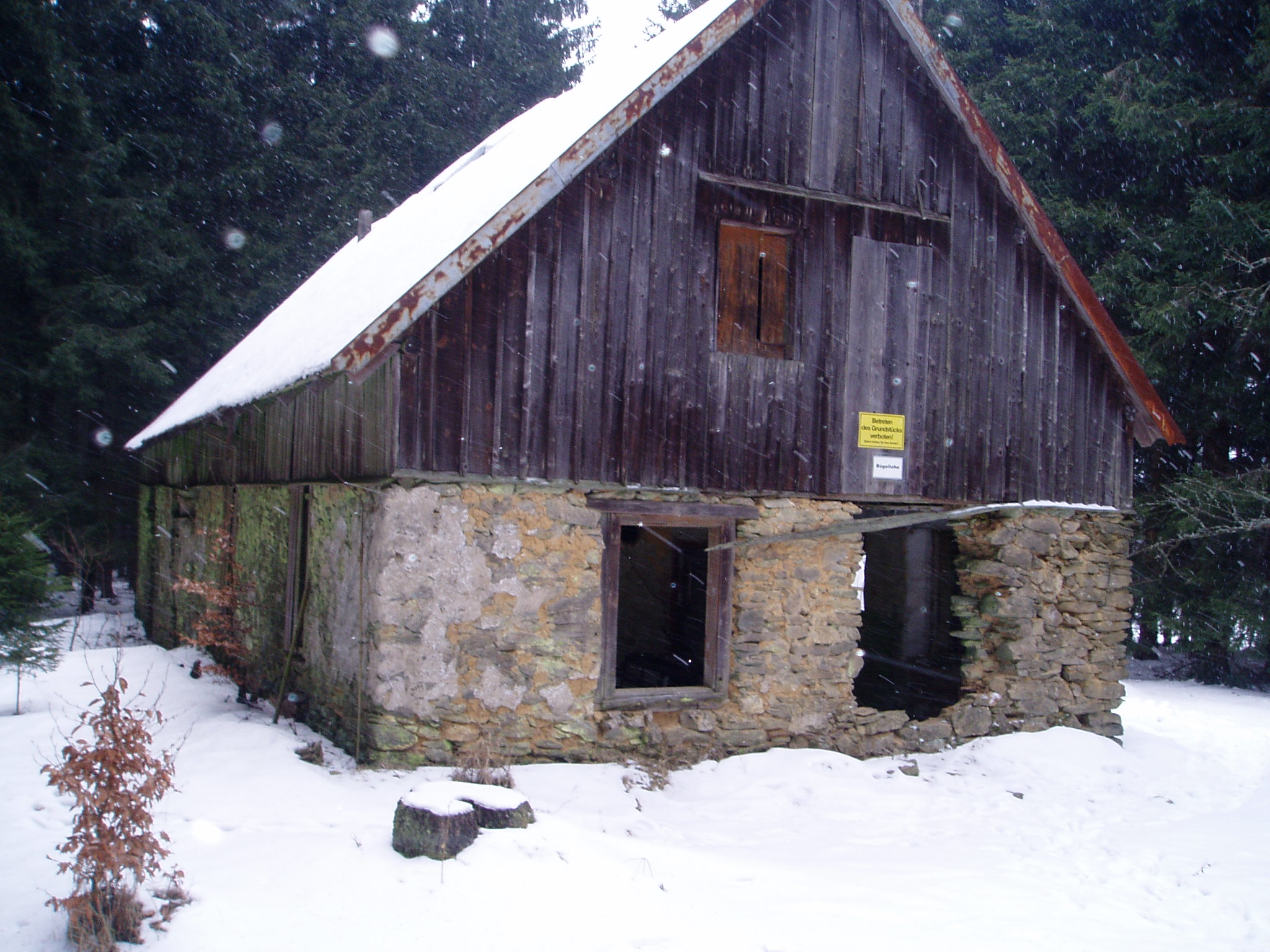
Fleischhackerhaus in Bügellohe im Winter

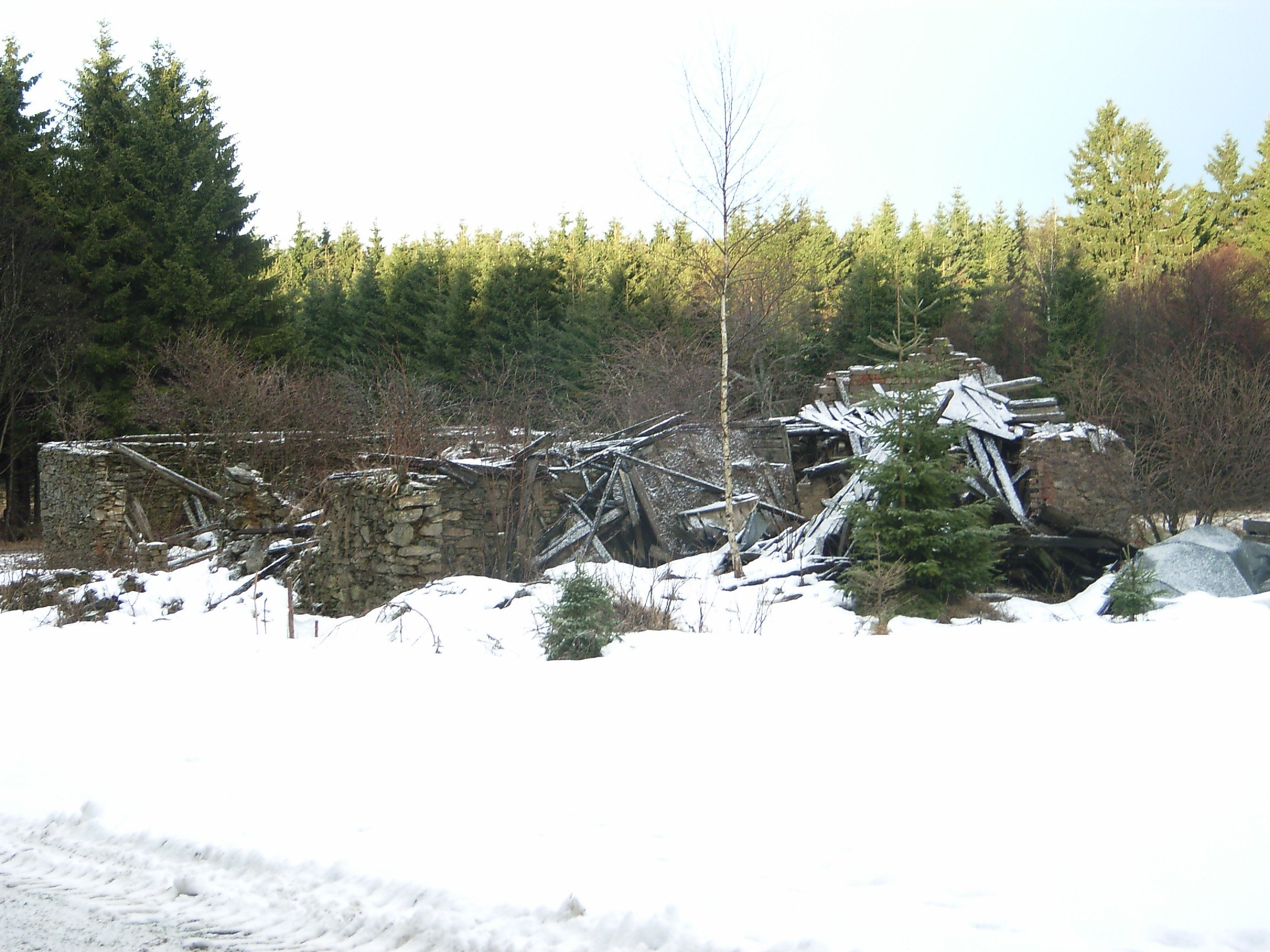
Ruinen der Siedlung Bügellohe (2012)

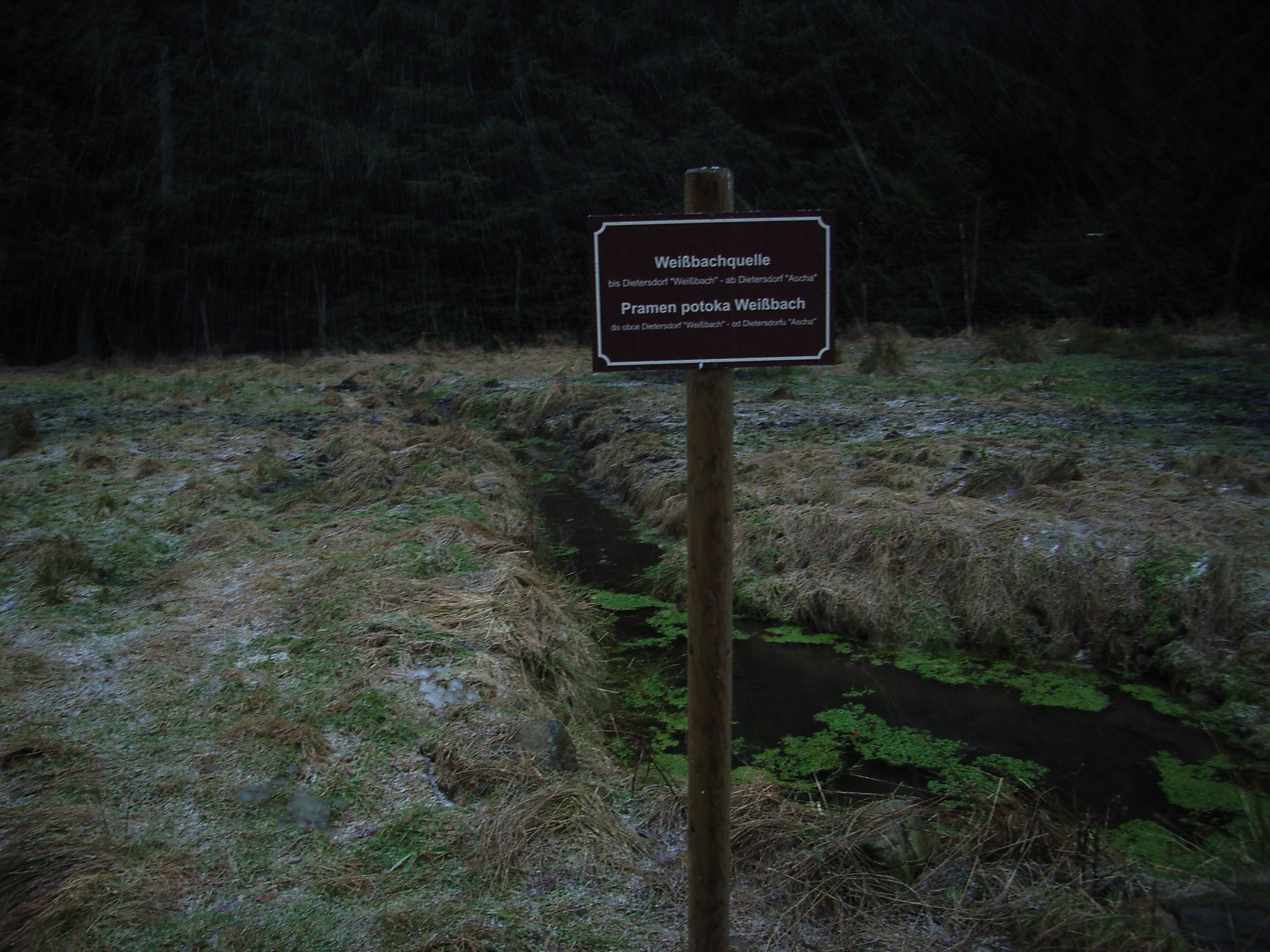
Weißbachquelle in Bügellohe (2012)

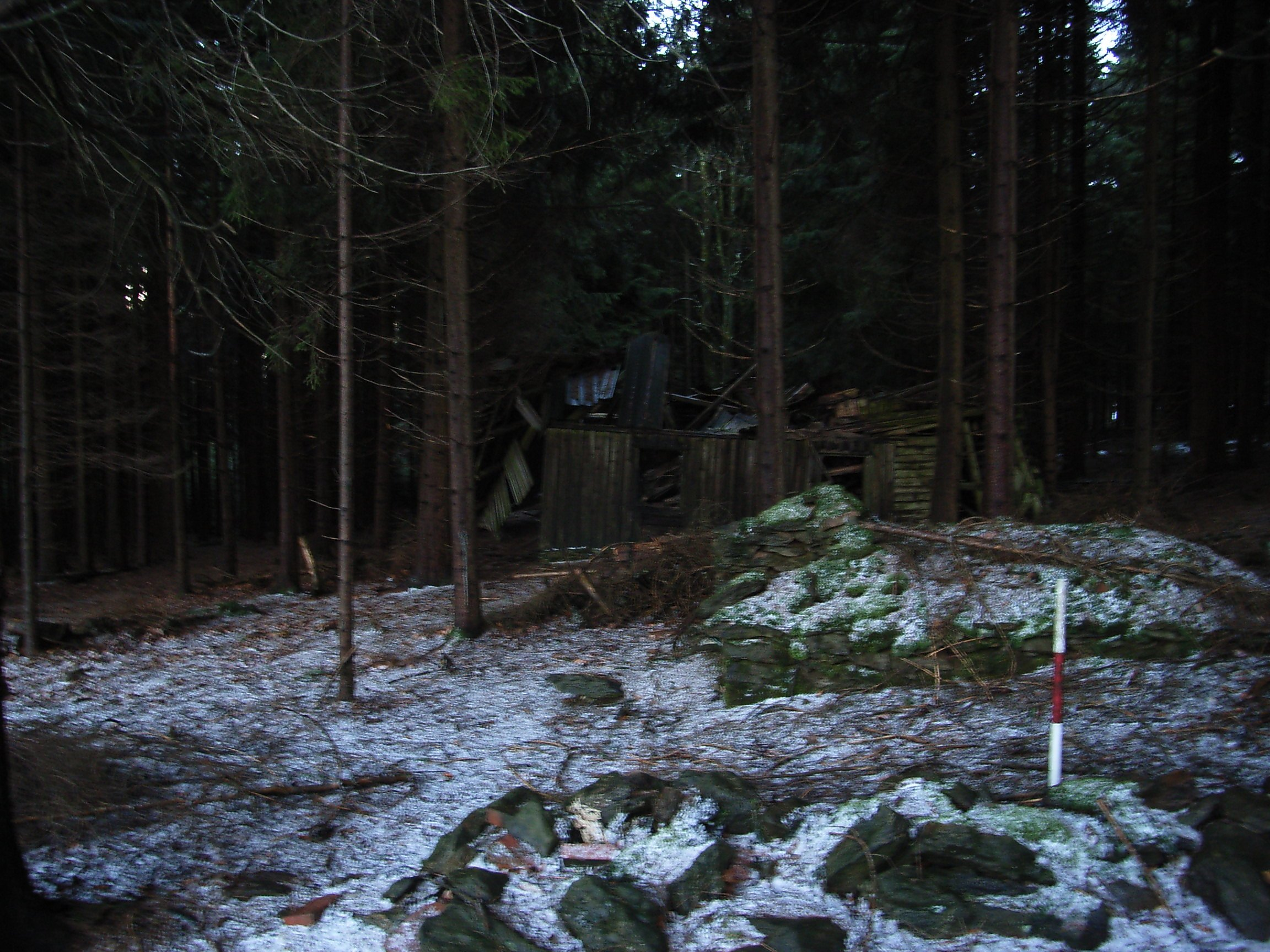
Ruinen des ehemaligen Gasthauses Florl in der Bügellohe (2012)

Die Wüstung Bügellohe ist eine verlassene Siedlung im deutsch-tschechischen Grenzgebiet bei Stadlern, Stadt Schönsee im Oberpfälzer Wald in Bayern.

## Geographische Lage
Rund um die Bügellohe bildet die deutsch-tschechische Grenze einen nach Norden gewölbten Halbkreis mit knapp einem Kilometer Durchmesser.
In diesem Halbkreis liegt die Bügellohe auf einem 830 Meter hohen Sattel zwischen dem 848 Meter hohen Malý Zvon (Glöckelberg) im Norden und dem 898 Meter hohen Weingartenfels im Süden. Entlang der Grenze zieht sich eine breite ausgedehnte sumpfige Feuchtwiese. Die Wasser dieser Feuchtwiese sammeln sich unter anderem im Weißbrunnen, der als eine der Quellen der Ascha gilt, die in ihrem Quellgebiet Weißbach und Plešský potok (Plösser Bach) heißt.
Über den Nordhang des Weingartenfels zur Bügellohe und weiter über den Südwesthang des Malý Zvon verläuft die Europäische Hauptwasserscheide Donau - Elbe. Die Wasser des Weißbrunnens fließen den westlichen Hang des Sattels hinunter zur Ascha und von dort über Schwarzach, Naab und Donau in das Schwarze Meer.
Ungefähr 200 Meter östlich des Weißbrunnens, direkt hinter der deutsch-tschechischen Grenze befindet sich die Quelle des Johannesbächleins. Aus den sumpfigen Feuchtwiesen der Bügellohe bilden sich kleine Rinnsale, die südöstlich seiner Quelle in das Johannesbächlein münden. Dessen Wasser fließen den östlichen Hang des Sattels hinunter über Radbuza, Berounka, Moldau und Elbe in die Nordsee.

## Geschichte
Nach der Vertreibung 1946 bauten sich Sudetendeutsche etwa einen Kilometer südlich und rund hundert Höhenmeter über ihrer früheren Heimat neue Häuser im Wald unmittelbar hinter der Grenze auf bayerischer Seite. Das Dorf lag in einem bügelähnlichen, in das Nachbarland ragenden Geländeteil auf dem „Bügellohe/Reichenstein/Weingartner-Fels“-Rücken, der bis über 896 m ü. NN ansteigt und damit die höchste Erhebung im heutigen Landkreis Schwandorf ist.
Die einstigen Bewohner stammten überwiegend aus dem untergegangenen Ort Wenzelsdorf mit dem Weiler Rappauf. 11 Familien, fast 60 Personen suchten auf den meist ihnen selbst gehörenden Grundstücken eine vorübergehende Bleibe. Hier wollten sie der drohenden Vertreibung entgehen und später wieder in ihr Dorf zurückkehren. Man baute sich im Wald zunächst nur Baracken. Die notwendigen Bretter wurden nachts illegal aus den eigenen Gehöften auf tschechischer Seite über die Grenze auf die Bügellohe getragen.
Allerdings wurde das frühere Wenzelsdorf von der tschechischen Regierung dem Erdboden gleichgemacht, eine Rückkehr kam nicht mehr in Frage. Die Bügelloher Bürger errichteten daraufhin feste Häuser aus zumeist Feld- und Bruchsteinen, unter anderem auch ein Gasthaus (Florl) mit überdachter Kegelbahn. Ziegel konnten nicht von Pferdefuhrwerken angeliefert, sondern mussten von den Männern in mühevoller Arbeit den Berg hinauf getragen werden. Die Siedlung war kommunalen Stellen ein Dorn im Auge, da eine Verkehrsanbindung nach damaligen Größen unverhältnismäßig teuer und umständlich gewesen wäre.
Die Lebensbedingungen waren sehr hart; es gab weder Strom, noch fließendes Wasser noch eine ordentliche Straße, über die das Dorf hätte erreicht werden können. Medizinische Hilfe leistete sehr umständlich ein Arzt aus dem etwa sieben Kilometer südwestlich gelegenen Schönsee. Nach und nach verließen die Menschen Bügellohe: 1950 lebten 59 Personen dort, 1960 nur noch 8, 1970 verließ der letzte Bewohner die Siedlung. Laut Zeitzeugen war es in den kalten Jahreszeiten auf dem Grenzkamm zu unwirtlich und landwirtschaftliche Erträge konnten in diesen Höhenlagen kaum erzielt werden. Auch angesichts des Wirtschaftsaufschwungs in Deutschland sah man dort oben keine Zukunft mehr.

## Heutiger Zustand
Die Bügellohe ist heute stark verfallen, ihre Gebäude sind einsturzgefährdet. Jahrzehntelanger Frost, Regen und Wind haben an den verlassenen Häusern genagt. Nur ein Haus, das Fleischhackerhaus, ist wegen seines intakten Blechdachs noch relativ gut erhalten. In ihm wurde 2012 ein Informationszentrum mit elektrischer Beleuchtung und Bildtafeln über die Siedlung Bügellohe und ihre Geschichte eingerichtet.